# Persone di nome Hanna
| Questa pagina contiene informazioni ricavate automaticamente dalle voci biografiche con l'ausilio del template Bio e di un bot. L'aggiornamento è periodico e automatico e ricostruisce completamente la pagina. Se manca una persona in questa lista, sei pregato di non aggiungerla, ma accertati piuttosto che la sua voce biografica contenga il template Bio e che i dati anagrafici siano correttamente compilati. Se il template Bio manca, inseriscilo tu stesso o, in alternativa, metti l'avviso {{tmp\|Bio}} che ne segnala la mancanza. Se i dati riportati sono sbagliati, correggi direttamente la voce biografica; le modifiche saranno visibili in questa lista entro pochi giorni. Per chiarimenti vedi il progetto antroponimi. La lista contiene solo le 96 persone che sono citate nell'enciclopedia e per le quali è stato implementato correttamente il template Bio. Pagina aggiornata al 6 mag 2025. |

Questa è una lista di persone presenti nell'enciclopedia che hanno il nome Hanna, suddivise per attività principale.

## Altiste(1)
- Hanna Grobler, ex altista finlandese (Ruovesi, n. 1981)

## Arciere(1)
- Hanna Marusava, arciera bielorussa (Mahilëŭ, n. 1978)

## Artiste(1)
- Hanna Nagel, artista tedesca (Heidelberg, n. 1907 - Heidelberg, † 1975)

## Attiviste(1)
- Hanna Hucol, attivista ucraina (Murmansk, n. 1984)

## Attivisti(1)
- Hanna Mikhail, attivista palestinese (Ramallah, n. 1935)

## Attrici(8)
- Hanna Alström, attrice svedese (Stoccolma, n. 1981)
- Hanna Ardéhn, attrice svedese (Danderyd, n. 1995)
- Hanna R. Hall, attrice statunitense (Denver, n. 1984)
- Hanna Binke, attrice tedesca (Berlino, n. 1999)
- Hanna Mangan-Lawrence, attrice britannica (Londra, n. 1991)
- Hanna Maron, attrice tedesca (Berlino, n. 1923 - Tel Aviv, † 2014)
- Hanna Ralph, attrice tedesca (Bad Kissingen, n. 1888 - Berlino Ovest, † 1978)
- Hanna Schygulla, attrice e cantante tedesca (Königshütte, n. 1943)

## Attrici pornografiche(1)
- Hannah Hilton, ex attrice pornografica statunitense (Brookville, n. 1984)

## Attrici teatrali(1)
- Hanna Rovina, attrice teatrale e attrice cinematografica israeliana (Berezino, n. 1888 - Tel Aviv, † 1980)

## Aviatrici(1)
- Hanna Reitsch, aviatrice tedesca (Hirschberg, n. 1912 - Francoforte sul Meno, † 1979)

## Biatlete(4)
- Helena Ekholm, ex biatleta svedese (Sollefteå, n. 1984)
- Hanna Kebinger, biatleta tedesca (n. 1997)
- Hanna Sola, biatleta bielorussa (Šumilina, n. 1996)
- Hanna Öberg, biatleta svedese (Kiruna, n. 1995)

## Botaniche(1)
- Hanna Resvoll-Holmsen, botanica e educatrice norvegese (Vågå, n. 1873 - Oslo, † 1943)

## Calciatrici(6)
- Hanna Bennison, calciatrice svedese (Lomma, n. 2002)
- Hanna Folkesson, calciatrice svedese (Umeå, n. 1988)
- Hanna Ljungberg, ex calciatrice svedese (Umeå, n. 1979)
- Hanna Lundkvist, calciatrice svedese (Djurö, n. 2002)
- Hanna Glas, calciatrice svedese (Sundsvall, n. 1993)
- Hanna Wijk, calciatrice svedese (n. 2003)

## Canoiste(1)
- Hanna Balabanova, ex canoista ucraina (n. 1969)

## Cantanti(7)
- Maruv, cantante, compositrice e produttrice discografica ucraina (Pavlohrad, n. 1991)
- Hanna Ferm, cantante svedese (Pixbo, n. 2000)
- Hanna Honthy, cantante e attrice ungherese (Budapest, n. 1893 - Budapest, † 1978)
- Ilanit, cantante israeliana (Tel Aviv, n. 1947)
- Hanna Pakarinen, cantante finlandese (Lappeenranta, n. 1981)
- Emilia, cantante svedese (Stoccolma, n. 1978)
- Hanna Talikainen, cantante finlandese (Jämsä, n. 1982)

## Cantautrici(1)
- Elize Ryd, cantautrice e musicista svedese (Värnamo, n. 1984)

## Cestiste(4)
- Hanna Bryč, cestista bielorussa (Minsk, n. 1997)
- Hanna Jansen, cestista olandese († 2023)
- Hanna Loth, ex cestista polacca (n. 1933)
- Hanna Zaryc'ka, cestista ucraina (Zaporižžja, n. 1986)

## Cicliste su strada(2)
- Hanna Nilsson, ciclista su strada svedese (Kristianstad, n. 1992)
- Hanna Solovej, ciclista su strada e pistard ucraina (Luhans'k, n. 1992)

## Filosofe(1)
- Hanna Fenichel Pitkin, filosofa e politologa tedesca (Berlino, n. 1931 - Los Angeles, † 2023)

## Fondiste(3)
- Hanna Erikson, ex fondista svedese (n. 1990)
- Hanna Falk, fondista svedese (Ulricehamn, n. 1989)
- Hanna Kolb, ex fondista tedesca (Stoccarda, n. 1991)

## Ginnaste(2)
- Hanna Bezsonova, ex ginnasta ucraina (Kiev, n. 1984)
- Hanna Rizatdinova, ex ginnasta ucraina (Sinferopoli, n. 1993)

## Giocatrici di football americano(1)
- Hanna Ropanen, giocatrice di football americano finlandese (n. 1992)

## Giornaliste(1)
- Hanna Smoktunowicz, giornalista polacca (Varsavia, n. 1970)

## Hockeiste su ghiaccio(1)
- Hanna Elliscasis, ex hockeista su ghiaccio italiana (San Candido, n. 1996)

## Infermiere(1)
- Hanna Chrzanowska, infermiera polacca (Varsavia, n. 1902 - Cracovia, † 1973)

## Insegnanti(1)
- Hanna Risku, docente finlandese (Mikkeli, n. 1967)

## Martelliste(1)
- Hanna Skydan, martellista ucraina (Krasnyj Luč, n. 1992)

## Mezzofondiste(2)
- Hanna Klein, mezzofondista tedesca (Landau in der Pfalz, n. 1993)
- Hanna Miščenko, mezzofondista ucraina (n. 1983)

## Mezzosoprani(1)
- Hanna Schwarz, mezzosoprano tedesco (Amburgo, n. 1943)

## Multipliste(1)
- Hanna Kas'janova, multiplista ucraina (Tbilisi, n. 1983)

## Nuotatrici(3)
- Hanna Dzerkal', nuotatrice ucraina (Južnoukraïns'k, n. 1987)
- Hanna Heikal, nuotatrice artistica egiziana (n. 2002)
- Hanna Rosvall, nuotatrice svedese (Ängelholm, n. 2000)

## Pallamaniste(1)
- Hanna Sjukalo, ex pallamanista ucraina (n. 1976)

## Pallavoliste(2)
- Hanna Hryškevič, pallavolista bielorussa (Minsk, n. 2000)
- Hanna Orthmann, pallavolista tedesca (Lüdinghausen, n. 1998)

## Pattinatrici artistiche su ghiaccio(2)
- Hanna Eigel, ex pattinatrice artistica su ghiaccio austriaca (Vienna, n. 1939)
- Hanna Walter, ex pattinatrice artistica su ghiaccio austriaca (n. 1939)

## Pentatlete(1)
- Hanna Archipenka, pentatleta bielorussa (Minsk, n. 1983)

## Pittrici(2)
- Hanna Pauli, pittrice svedese (Stoccolma, n. 1864 - Solna, † 1940)
- Hanna Sobačko-Šostak, pittrice ucraina (Veselinivka, n. 1883 - Čerkizovo, † 1965)

## Politiche(4)
- Hanna Gronkiewicz-Waltz, politica e economista polacca (Varsavia, n. 1952)
- Hanna Kanapackaja, politica, avvocatessa e imprenditrice bielorussa (Minsk, n. 1976)
- Hanna Maljar, politica ucraina (Kiev, n. 1978)
- Hanna Suchocka, politica polacca (Pleszew, n. 1946)

## Registe(1)
- Hanna Fardin, regista, scrittrice e fotografa iraniana (Iran, n. 1992)

## Sassofoniste(1)
- Hanna Paulsberg, sassofonista e compositore norvegese (Rygge, n. 1987)

## Scacchiste(1)
- Hanna Vitaliïvna Zatons'kych, scacchista statunitense (Mariupol', n. 1978)

## Schermitrici(2)
- Hanna Dmytrenko, ex schermitrice sovietica (Zaporižžja, n. 1960)
- Hanna Thompson, schermitrice statunitense (Rochester, n. 1983)

## Sciatrici alpine(2)
- Hanna Aronsson Elfman, sciatrice alpina svedese (n. 2002)
- Hanna Orre, ex sciatrice alpina svedese (n. 1974)

## Sciatrici freestyle(2)
- Hanna Faulhaber, sciatrice freestyle statunitense (Aspen, n. 2004)
- Hanna Hus'kova, sciatrice freestyle bielorussa (Minsk, n. 1992)

## Scrittrici(3)
- Hanna Barvinok, scrittrice ucraina (Oleniwka, n. 1828 - Oleniwka, † 1911)
- Hanna Krall, scrittrice e giornalista polacca (Varsavia)
- Hanna Kugler Weiss, scrittrice e superstite dell'Olocausto italiana (Fiume, n. 1928)

## Sollevatrici(1)
- Hanna Bacjuška, ex sollevatrice bielorussa (Pinsk, n. 1981)

## Storici(1)
- Hanna Batatu, storico palestinese (Gerusalemme, n. 1926 - Winsted, † 2000)

## Tenniste(2)
- Hanna Chang, tennista statunitense (Stati Uniti d'America, n. 1998)
- Hanna Nooni, ex tennista svedese (n. 1984)

## Tiratrici a volo(1)
- Hanna Etula, tiratrice a volo finlandese (Pirkkala, n. 1981)

## Tripliste(1)
- Hanna Minenko, triplista ucraina (Perejaslav, n. 1989)

## Tuffatrici(3)
- Hanna Krasnoshlyk, tuffatrice ucraina (n. 1996)
- Hanna Pys'mens'ka, tuffatrice ucraina (Vinnycja, n. 1991)
- Hanna Sorokina, tuffatrice ucraina (Zaporižžja, n. 1976)

## Velociste(1)
- Hanna Mariën, velocista e bobbista belga (Herentals, n. 1982)

## Senza attività specificata(1)
- Hanna Ihedioha, ex snowboarder tedesca (Dingolfing, n. 1997)